# Nymphon grus
Nymphon grus is een zeespin uit de familie Nymphonidae. De soort behoort tot het geslacht Nymphon. Nymphon grus werd in 1991 voor het eerst wetenschappelijk beschreven door Stock. 